# Bellan Roos
Bellan Roos, egentligen Tyra Isabella Björklund, född Roos 25 maj 1901 i Ösmo församling, Stockholms län, död 8 april 1990 i S:t Görans församling, Stockholm, var en svensk skådespelare.
Roos scendebuterade i Allan Rydings teatersällskap 1925 och spelade mest på friluftsteatrar och revyscener. Hon var periodvis engagerad vid Odeonteatern. Hon filmdebuterade 1933 i Ivar Johanssons Bomans pojke och kom att medverka i ett 60-tal filmer. En av hennes vanligaste filmroller var satkärringens.
Bellan Roos gifte sig 1948 med Henrik Björklund (1912–1980).

## Filmografi i urval
- 1933 – Bomans pojke
- 1933 – En natt på Smygeholm
- 1935 – Ebberöds bank
- 1935 – Ungdom av idag
- 1935 – Kärlek efter noter
- 1936 – Äventyret (film, 1936)
- 1938 – Karriär
- 1938 – Kamrater i vapenrocken
- 1939 – Efterlyst
- 1939 – Oss baroner emellan
- 1940 – Kyss henne!
- 1940 – Vi tre
- 1940 – Hjältar i gult och blått
- 1941 – Tänk, om jag gifter mig med prästen
- 1942 – Vi hemslavinnor
- 1942 – Gula kliniken
- 1943 – Tåg 56
- 1946 – Begär
- 1947 – Stackars lilla Sven
- 1948 – Marknadsafton
- 1949 – Lång-Lasse i Delsbo
- 1949 – Hur tokigt som helst
- 1950 – Frökens första barn
- 1950 – Anderssonskans Kalle
- 1950 – Min syster och jag
- 1950 – Loffe blir polis
- 1951 – Puck heter jag
- 1952 – Kalle Karlsson från Jularbo
- 1952 – Han glömde henne aldrig
- 1953 – Åsa-Nisse på semester
- 1953 – Flickan från Backafall
- 1953 – Bror min och jag
- 1955 – Den glade skomakaren
- 1956 – Sjunde himlen
- 1956 – Johan på Snippen
- 1957 – Mamma tar semester
- 1957 – Johan på Snippen tar hem spelet
- 1957 – Lille Fridolf blir morfar
- 1958 – Lek på regnbågen
- 1958 – Flottans överman
- 1958 – Den store amatören
- 1958 – Mannekäng i rött
- 1959 – Fridolfs farliga ålder
- 1959 – Ryttare i blått
- 1961 – Ljuvlig är sommarnatten
- 1962 –  Kvartetten som sprängdes
- 1967 – Hugo och Josefin
- 1967 – Gumman som blev liten som en tesked (TV-serie)
- 1968 – Under ditt parasoll
- 1973 – Vem älskar Yngve Frej (TV)
- 1973 – Pappas pojkar (TV-serie) avsnitt 3
- 1973 – Pelikanen
- 1974 – En handfull kärlek
- 1975 – Ungkarlshotellet
- 1976 – Mannen på taket
- 1976 – Mina drömmars stad
- 1979 – Godnatt, jord (TV-serie)

## Teater

### Roller
| År   | Roll                                 | Produktion                                                                           | Regi                         | Teater                        |
| ---- | ------------------------------------ | ------------------------------------------------------------------------------------ | ---------------------------- | ----------------------------- |
| 1927 |                                      | För fulla segel Olof Sörby                                                           |                              | Klippans sommarteater         |
| 1933 | Medverkande                          | Folkets gröna ängar, revy Åke Söderblom, Herr Dardanell, Sten Axelson, Gösta Chatham | Ragnar Klange                | Folkets hus teater            |
| 1933 |                                      | Frans Fransson och son Ernst Berge                                                   | Thor Modéen                  | Vanadislundens friluftsteater |
| 1933 |                                      | Skärgårdsflirt Gideon Wahlberg                                                       | Ragnar Klange                | Folkets hus teater            |
| 1935 |                                      | Hur ska' de' gå för Pettersson? Siegfried Fischer                                    | Siegfried Fischer            | Söders friluftsteater         |
| 1935 | Svea, hembiträde                     | Följ me' till Köpenhamn Sigge Fischer                                                | Sigge Fischer                | Mosebacketeatern              |
| 1936 | Vega, hembiträde                     | Moster Klara från Skara Siegfried Fischer                                            | Siegfried Fischer            | Söders friluftsteater         |
| 1939 |                                      | Luftman & C:o Gideon Wahlberg                                                        |                              | Odeonteatern, Stockholm       |
| 1939 |                                      | Don Juan i 7:an Gideon Wahlberg                                                      | Gideon Wahlberg              | Odeonteatern, Stockholm       |
| 1939 |                                      | Kärlek och landstorm Gideon Wahlberg och Walter Stenström                            | Gideon Wahlberg              | Odeonteatern, Stockholm       |
| 1940 |                                      | Familjen Larsson Sigge Fischer                                                       |                              | Odeonteatern, Stockholm       |
| 1940 | Medverkande                          | Strax lite varmare, revy Gideon Wahlberg, Charles Henry och Einar Molin              | Gideon Wahlberg              | Odeonteatern, Stockholm       |
| 1940 | Medverkande                          | Luddes nöjesfält, revy Gideon Wahlberg, Charles Henry och Einar Molin                |                              | Odeonteatern, Stockholm       |
| 1941 | Medverkande                          | Luddes melodi, revy Charles Henry och Einar Molin                                    | Gideon Wahlberg              | Odeonteatern, Stockholm       |
| 1941 | Medverkande                          | Luddes underbara resa, revy Charles Henry och Einar Molin                            | Gideon Wahlberg              | Odeonteatern, Stockholm       |
| 1942 | Medverkande                          | Grand Hôtel Ludde, revy Charles Henry och Einar Molin                                | Sigge Fischer                | Odeonteatern, Stockholm       |
| 1942 | Medverkande                          | Glada gatan, revy Charles Henry och Einar Molin                                      | Gideon Wahlberg              | Odeonteatern, Stockholm       |
| 1943 | Medverkande                          | Peppar och parfym, revy Charles Henry och Einar Molin                                | Gideon Wahlberg              | Odeonteatern, Stockholm       |
| 1943 | Medverkande                          | Glitter och gliringar, revy Charles Henry och Einar Molin                            | Gideon Wahlberg              | Odeonteatern, Stockholm       |
| 1944 | Medverkande                          | Bröderna Rims sagor, revy Charles Henry och Einar Molin                              | Gideon Wahlberg              | Odeonteatern, Stockholm       |
| 1944 | Medverkande                          | Hoppla, vi lär er, revy Charles Henry och Einar Molin                                | Helge Hagerman               | Odeonteatern, Stockholm       |
| 1945 | Medverkande                          | Stan hela dan, revy Charles Henry och Einar Molin                                    | Helge Hagerman               | Odeonteatern, Stockholm       |
| 1945 | Medverkande                          | 6X9, revy Charles Henry, Karl-Ewert och Fritz Gustaf                                 | Gösta Jonsson, Werner Ohlson | Odeonteatern, Stockholm       |
| 1946 | Medverkande                          | Lustiga vershuset, revy Charles Henry, Karl-Ewert och Fritz Gustaf                   | Gösta Jonsson Werner Ohlson  | Odeonteatern, Stockholm       |
| 1946 | Medverkande                          | Luddes expo, revy Charles Henry och Karl-Ewert                                       | Werner Ohlson                | Odeonteatern, Stockholm       |
| 1947 | Medverkande                          | Nu blommar de', revy Charles Henry och Karl-Ewert                                    | Werner Ohlson                | Odeonteatern, Stockholm       |
| 1947 | Medverkande                          | Tingel-tangel, revy Charles Henry och Karl-Ewert                                     | Werner Ohlson                | Odeonteatern, Stockholm       |
| 1948 | Medverkande                          | Parkera här, revy Charles Henry och Karl-Ewert                                       | Werner Ohlson                | Odeonteatern, Stockholm       |
| 1948 | Medverkande                          | Välj Odéon, revy Charles Henry, Karl-Ewert och Werner Ohlson                         | Werner Ohlson                | Odeonteatern, Stockholm       |
| 1949 | Medverkande                          | Färg över stan, revy Charles Henry, Karl-Ewert och Werner Ohlson                     | Werner Ohlson                | Odeonteatern, Stockholm       |
| 1949 | Medverkande                          | Om ni behagar, revy Charles Henry, Harry Iseborg och Karl-Ewert                      | Werner Ohlson                | Odeonteatern, Stockholm       |
| 1950 | Medverkande                          | Förtjusningens hus, revy Karl-Ewert, Charles Henry, Harry Iseborg och Werner Ohlson  | Werner Ohlson                | Odeonteatern, Stockholm       |
| 1950 | Medverkande                          | Folk i farten, revy Karl-Ewert                                                       | Werner Ohlson                | Odeonteatern, Stockholm       |
| 1951 | Medverkande                          | De' som gömmes i snö, revy Karl-Ewert                                                | Werner Ohlson                | Odeonteatern, Stockholm       |
| 1951 | Medverkande                          | Född i år, revy Karl-Ewert                                                           | Werner Ohlson                | Odeonteatern, Stockholm       |
| 1952 | Medverkande                          | Kom som du ä', revy Karl-Ewert                                                       | Werner Ohlson                | Odeonteatern, Stockholm       |
| 1952 |                                      | Han valsade en sommar Sigge Fischer                                                  | Sigge Fischer                | Tantolundens friluftsteater   |
| 1957 | Maria, allt i allo på Albergo Casino | Maria Gyckel-piga Stig Bergendorff och Gösta Bernhard                                | Gösta Bernhard               | Casinoteatern                 |
| 1960 | Hushållerskan                        | Våran station Ingmar Billow och Stig Browall                                         | Ingmar Billow                | Tantolundens friluftsteater   |